# جون بروم (كاتب)
جون بروم (بالإنجليزية: John Broome)‏ مواليد 4 مايو 1913 - الوفاة 14 مارس 1999 في تشيانغ مي، كان كاتب قصص مصورة أمريكي عمل في دي سي كومكس. كان مهتما بالخيال العلمي وبدأ في الكتابة لمجلة اللب في الأربعينات الميلادية، عمل في تلك الفترة بشكل أساسي على قصص الفانوس الأخضر. صنع شخصية البطل الخارق كابتن كوميت الذي ظهر في سترينج أدفنشرز بالتعاون مع كارمين إنفانتينو.

## أعماله
عمل على عدة عناوين منها:
- أكشن كومكس
- أدفنشر كومكس
- باتمان
- ديتكتيف كومكس
- تشارلي تشان
- شوكيس

## روابط خارجية
- جون بروم على موقع IMDb (الإنجليزية)
- جون بروم على موقع الموسوعة البريطانية (الإنجليزية)
- جون بروم على موقع قاعدة بيانات الفيلم (الإنجليزية)